# Kutaifat
Abu Ali Ahmad ibn al-Afdal (arabisch ابو علي احمد بن الافضل, DMG Abū ʿAlī Aḥmad ibn al-Afḍal; † 8. Dezember 1131 in Kairo), vor allem bekannt unter dem Beinamen Kutaifat („Schulterblättchen“), war von 1130 bis 1131 ein Alleinherrscher von Ägypten.

## Leben
Kutaifat war einer der Söhne des 1121 ermordeten Wesirs al-Afdal Schahanschah, welcher der offiziellen Darstellung gemäß von Anhängern der Nizariten (alias „Assassinen“) getötet wurde. Weil in der Folge aber die Familienangehörigen des Wesirs von allen Posten des Staates ausgeschlossen, ihres Eigentums enteignet und teils auch hingerichtet wurden, sind auch Mutmaßungen über einen palastinternen Umsturz aufgekommen, wonach sich Kalif al-Amir von der allmächtigen Wesirsfamilie befreien wollte. Der überlebende Kutaifat aber pflegte danach einen persönlichen Hass auf die Kalifendynastie und ist von deren ismailitischen Schia in die der Zwölfer konvertiert. Seine eigene Familie war übrigens von armenischer Abstammung.
Am 7. Oktober 1130 wurde der Kalif seinerseits von Assassinen ermordet, worauf der Staat in eine Krise steuerte, weil als potentieller Thronfolger des al-Amir nur dessen wenige Monate alter Sohn Abu’l-Qasim at-Taiyib in Frage kam, dessen Geburt aber noch kaum publik war. Zunächst wurde der Prinz Abd al-Madschid als Regent eingesetzt, gegen den sich aber sofort das Heer empörte. Die alte Wesirsfamilie genoss ihrer militärischen Herkunft wegen über ein hohes Prestige bei den Kriegern, die deshalb am 21. Oktober 1130 in Kairo den Prinzregenten zur Ernennung des Kutaifat als neuen Wesir nötigten. Nachdem dies vollzogen war, brachte Kutaifat umgehend alle für eine uneingeschränkte Machtausübung notwendigen Staatsfunktionen in seine Gewalt. Neben dem Oberbefehl über das Heer okkupierte er auch die Oberaufsicht über die Rechtsprechung und Leitung der ismailitischen Mission. Alte Gegner seiner Familie ließ er exekutieren. Damit hatte er sich ein Gewaltmonopol angeeignet, wie es schon sein Großvater Badr al-Dschamali und sein Vater innegehabt haben. Dem Vorbild des Letzteren folgend gab er sich nun auch selbst den Ehrentitel al-Afḍal („der Beste“). Den Schritt zur absoluten Macht vollzog Kutaifat bald durch die Gefangensetzung des Prinzregenten Abd al-Madschid und seine persönliche Ernennung zum Stellvertreter des abwesenden wahren Imams. Er verzichtete also auf die Proklamation eines neuen Kalifen, welcher zugleich auch der Imam der ihm anhängenden Schia der Ismailiten gewesen wäre. Stattdessen wurde dieser wahre Imam als in die Verborgenheit (ġaiba) entrückt erklärt, dessen zukünftige Wiederkehr die Gefolgschaft der Gläubigen nun abzuwarten hätte. Was aus dem Kind at-Tayyib geworden ist, auf dem das Imamat und Kalifat hätte übergehen müssen, blieb unklar. Möglicherweise sorgte Kutaifat für dessen Verschwinden um seine unumschränkte Macht auch für die Zukunft abzusichern, wenn das nicht schon Prinz Abd al-Madschid bei der Übernahme der Regentschaft zuvor erledigt hat.
Die Besonderheit in Kutaifats Machtübernahme liegt allerdings in der Identität jenes von ihm als verborgen deklarierten „wahren Imam“, als dessen Stellvertreter er nun zu herrschen gedachte. In seiner Herrscherzeit hatte er in Kairo, Fustat und Alexandria Münzen mit dem Namen „der Imam Muhammad Abu’l-Qasim, der auf Gottes Geheiß Triumphierende (al-Muntaṣir bi-amriʾllāh), Befehlshaber aller Gläubigen“ prägen lassen. Hinter diesen Namen verbirgt sich die Person des Muhammad al-Mahdi, jener von den Zwölfer-Schiiten bis heute erwartete verborgene Imam. Kutaifat vollzog damit also einen Wechsel in der Führerschaft über die Gläubigen, indem er die ismailitischen Fatimiden zu Gunsten der Imamlinie der Zwölfer verdrängte, die in Ägypten nur eine marginale Anhängerschaft hatten. Nun aber nahm das Land eine ähnliche Verfassung an, wie sie die derzeitige Islamische Republik Iran besitzt.

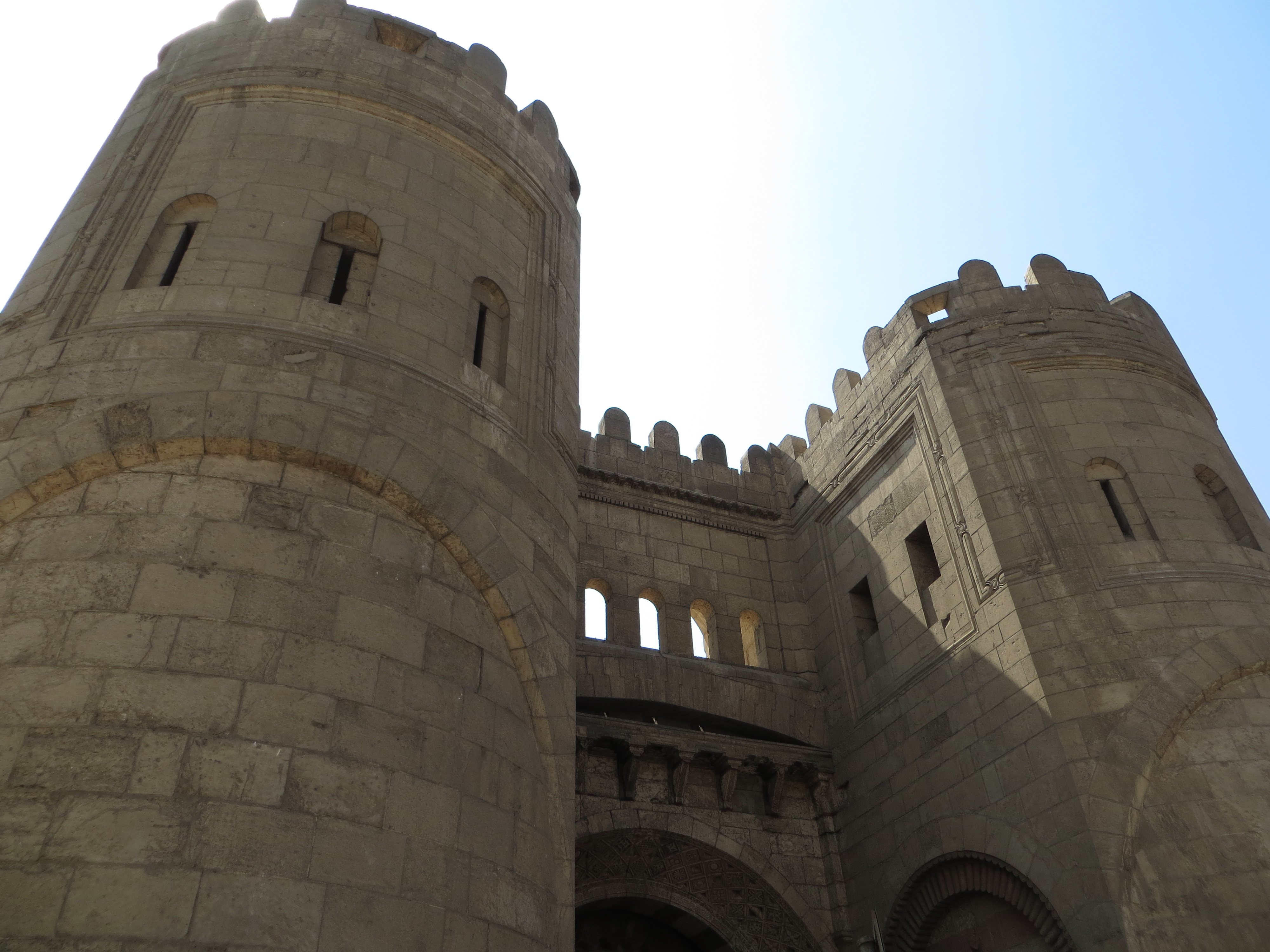
Vor dem Stadttor Bab al-Futuh wurde Kutaifat ermordet. Es wurde 1087 von seinem Großvater Badr al-Dschamali errichtet.

Seine Alleinherrschaft suchte Kutaifat zu fundieren, indem er die Kornspeicher für das Volk öffnete und zur Versorgung seiner ergebenen Anhänger im Heer, denen er die Herrschaft verdankte, einträgliche Militärlehen (iqṭāʿ) vergab. Religionspolitisch scheint er die traditionelle Toleranz des Fatimidenkalifats beibehalten haben. In einer im Oktober/November 1130 von ihm ausgestellten Urkunde verbriefte er den Mönchen des Katharinenklosters auf dem Sinai eine staatliche Schutzgarantie, nachdem diese in den Jahren zuvor einige Übergriffe zu erdulden hatten. Auch gegenüber den Ismailiten, die noch immer die Dominanz unter den Schiiten Ägyptens innehatten, blieb er versöhnlich. Ihre Mission und Lehrschulen durften sie weiterführen und auch im Richterkollegium behielten sie einen Sitz. Trotz dieser Maßnahmen blieb Kutaifats Herrschaft nicht von langer Dauer. Von der Begünstigung seiner Heeresklientel hatte er die altgedienten Gardetruppen der Fatimidendynastie ausgeschlossen, unter denen sich nun Unmut breit machte. Zehn Verschworene von ihnen lauerten ihm am 8. Dezember 1131 auf dem Poloplatz vor dem Bab al-Futuh auf, als er dort sein Pferd ausreiten wollte. Hier stürzten sie sich auf ihn und erstachen ihn mit ihren Dolchen, so wie zehn Jahre zuvor schon sein Vater das Ende fand.
Von den Verschwörern wurde der Prinz Abd al-Madschid aus seinem Gefängnis befreit und wieder zum Regenten ernannt. Nachdem der kleine at-Tayyib nicht mehr aufgefunden werden konnte, wurde der Prinz am 23. Januar 1132 als al-Hafiz zum neuen Kalif proklamiert, womit die alte ismailitische Ordnung restauriert und das von Kutaifat herbeigeführte Interregnum der Fatimiden beendet wurde. Mit ihm fand auch seine Familie ein Ende.